# Имельда (тропический шторм, 2019)
Тропический шторм Имельда (англ. Tropical Storm Imelda)  – разрушительный тропический циклон вызвав мощные и  рекордные наводнения на юго-востоке Техаса . Одиннадцатый тропический циклон и девятый по имени шторм в сезоне ураганов в Атлантике 2019 года.
Имельда сформировалась из - за низкой области  , котора была  разработана в Мексиканском заливе и двинулась на запад. Незначительное развитие происходило до тех пор, пока система не достигла побережья Техаса, где она быстро превратилась в тропический шторм, а вскоре после этого 17 сентября переместилась на берег. Имельда ослабла после выхода на сушу, но продолжала приносить большое количество дождей в Техас и Луизиану, прежде чем рассеялась на 21 сентября. Общий ущерб оценивается более чем в 5 миллиардов долларов.

## Метеорологическая история
14 сентября Национальный центр по слежению за ураганами начал мониторинг  минимума у западного побережья Флориды на предмет возможного развития.  В течение следующих нескольких дней система двинулась на запад через Мексиканский залив , хотя NHC не дал минимуму шансов на развитие. К 17 сентября система достигла восточного побережья Техаса.  Вскоре после этого организация в системе быстро увеличилась, и в 17:00 по всемирному координированному времени в тот день система превратилась в тропическую депрессию, недалеко от побережья Техаса. В 17:45, во Фрипорте, штат Техас было зарегистрированные устойчивые ветры со скоростью 40 миль в час (65 км / ч) с порывами 47 миль в час (76 км / ч), что указывает на то, что депрессия усилилась в тропический шторм Имельда.  Вскоре после этого, в 18:30 по всемирному времени, Имельда вышла на берег возле Фрипорта, штат Техас , с максимальной интенсивностью, с максимальной 1-минутной продолжительностью ветра 45 миль в час (65 км / ч) и минимальным центральным давлением 1003 миллибара (29,6 дюйма ртутного столба). Имельда ослабла после выхода на сушу, превратившись в тропическую депрессию в 03:00 UTC следующего дня
Имельда сохраняла статус тропической депрессии над сушей в течение следующих 2 дней, постепенно ослабляя и замедляя свое движение, прежде чем стать  остаточным минимумом 19 сентября, когда она начала проходить над Луизианой; Остатки Имельды продолжали вызывать проливные дожди и несколько отдельных торнадо. Остатки Имельды сохранялись еще пару дней, прежде чем рассеялись рано утром 21 сентября.

## Последствия

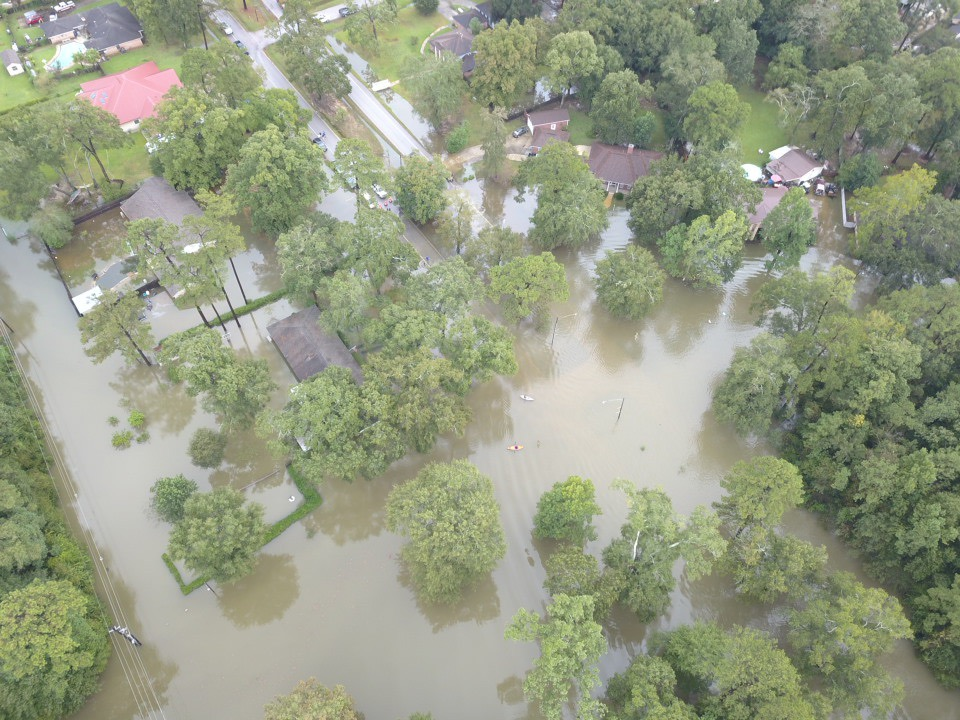
Вид с воздуха на наводнение в римском лесу, Техас

19 сентября Имельда вызвала масштабное наводнение на юго-востоке Техаса и в районе Хьюстона , в результате чего многие местные реки вышли из берегов и затопили жилые районы. Более 1000 человек были спасены от наводнения. Все автобусные и железнодорожные перевозки в Хьюстоне были временно остановлены . Обрушилась крыша здания Почтовой службы США , в результате чего три человека получили легкие травмы. Межконтинентальный аэропорт Джорджа Буша был закрыт примерно на 90 минут из-за затопления взлетно-посадочных полос, отменив 655 рейсов.  Более 38 дюймов (97 см) дождя выпало в Бомонте. Сообщается, что на трассе I-10 между Винни и Бомонтом выпало 41,81 дюйма (106,2 см) дюйма дождя, при этом всего за 12 часов выпало почти 30 дюймов (76 см). В нескольких местах дождь шел со скоростью более 5 дюймов (13 см) в час.

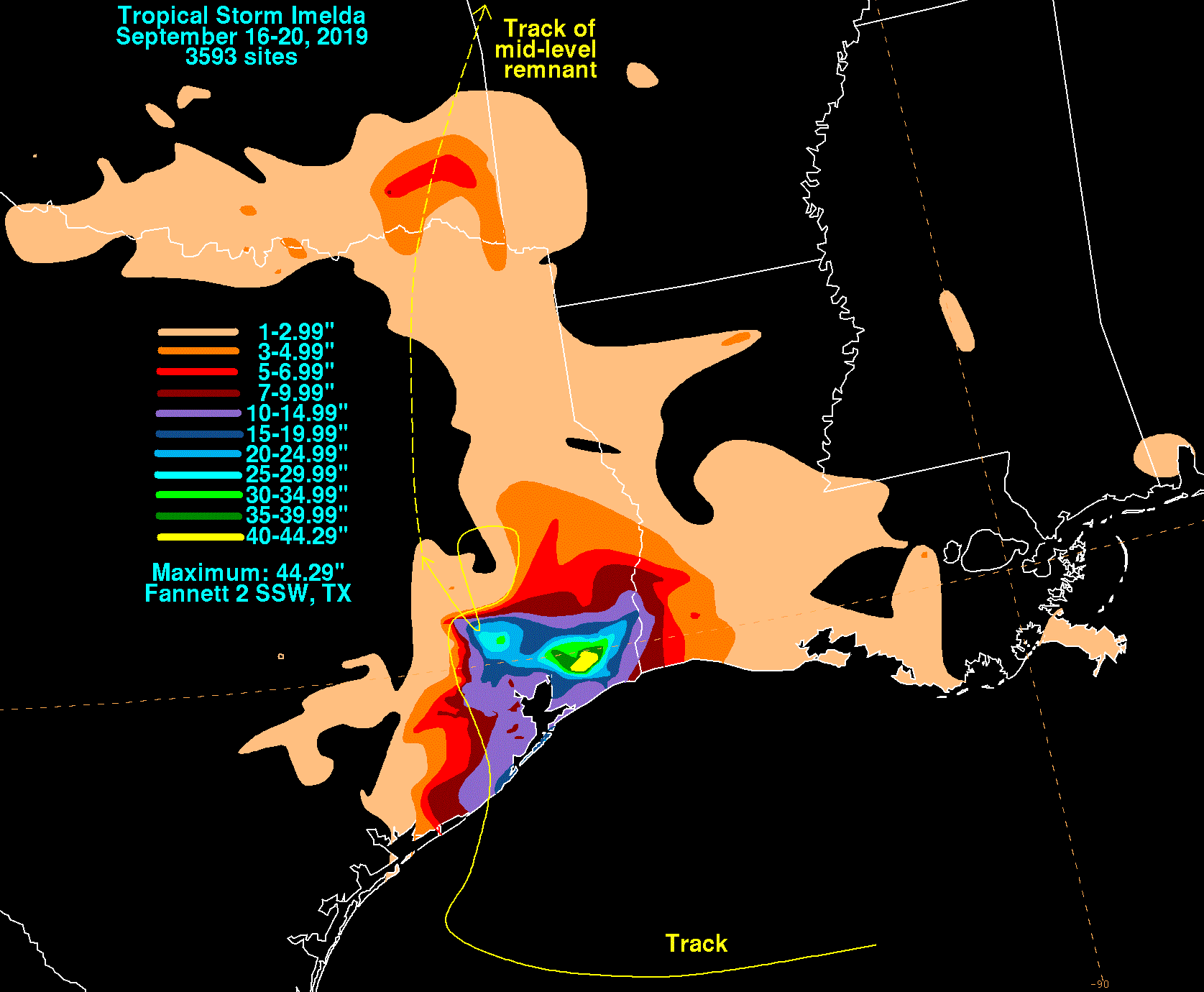
Сильнейшие дожди из Имельды, превышающие40 in, были сосредоточены в небольшом районе на юго-востоке Техаса, в то время как более легкие дожди распространились на соседние штаты

Наводнение из выхода залива Лу затопило Хаффман 20 сентября, на следующий день после того, как дожди утихли. По всему Хьюстону сотни домов пострадали от наводнения и было отбуксировано более 1600 автомобилей. В одном только округе Харрис 422 человека потребовали спасения при наводнении; Национальна гвардия спасла 130 человек. Во время наводнения девять барж покинули верфь, и по крайней мере две врезались в мост Interstate 10 через реку Сан-Хасинто , в результате чего некоторые колонны, поддерживающие шоссе, были повреждены. Впоследствии мост был закрыт для движения в обоих направлениях. [21] По состоянию на 23 сентября ущерб в Техасе составил 3 миллиона долларов. По оценкам национальных центров экологической информации, общий ущерб превышает 1 миллиард долларов. По оценкам Aon Benfield Analytics, общие убытки превысят 2 миллиарда долларов.
В местной больнице Хьюстона констатировали смерть человека в затопленном фургоне, предположительно из-за утопления . Другой мужчина был убит электрическим током из-за обрыва линии электропередачи и утонул.

## Рекорд
Самые влажные тропические циклоны и их остатки в Техасе
Самые известные общие количества
| 1  | 1538.7 | 60.58 | Харви 2017               | Nederland                 |        |
| 2  | 1219.2 | 48.00 | Амелия 1978              | Medina                    | [ 21 ] |
| 3  | 1143.0 | 45.00 | Клодетт 1979             | Alvin coop site           | [ 22 ] |
| 4  | 1096   | 43.15 | Имельда 2019             | Jefferson County          | [ 23 ] |
| 5  | 1033.3 | 40.68 | Эллисон 2001             | Moore Road Detention Pond | [ 21 ] |
| 6  | 1008.6 | 39.71 | September Hurricane 1921 | Thrall                    | [ 24 ] |
| 7  | 762.0  | 30.00 | September T.S. 1936      | Broome                    | [ 24 ] |
| 8  | 755.9  | 29.76 | Unnamed 1960             | Port Lavaca #2            | [ 21 ] |
| 9  | 695.5  | 27.38 | Beulah 1967              | Pettus                    | [ 21 ] |
| 10 | 688.3  | 27.10 | Элис 1954                | Pandale                   | [ 24 ] |

Имельда побила несколько рекордов количества осадков в Соединенных Штатах, выпуская более 42 дюймов (1100 мм) дождя около Винни, штат Техас . В настоящее время Имельда является 7-м самым влажным тропическим циклоном, поразившим Соединенные Штаты , 5-м самым влажным в прилегающих к нему Соединенных Штатах и 4-м самым влажным в штате Техас в США .